# St. Johannis (Gemünda)

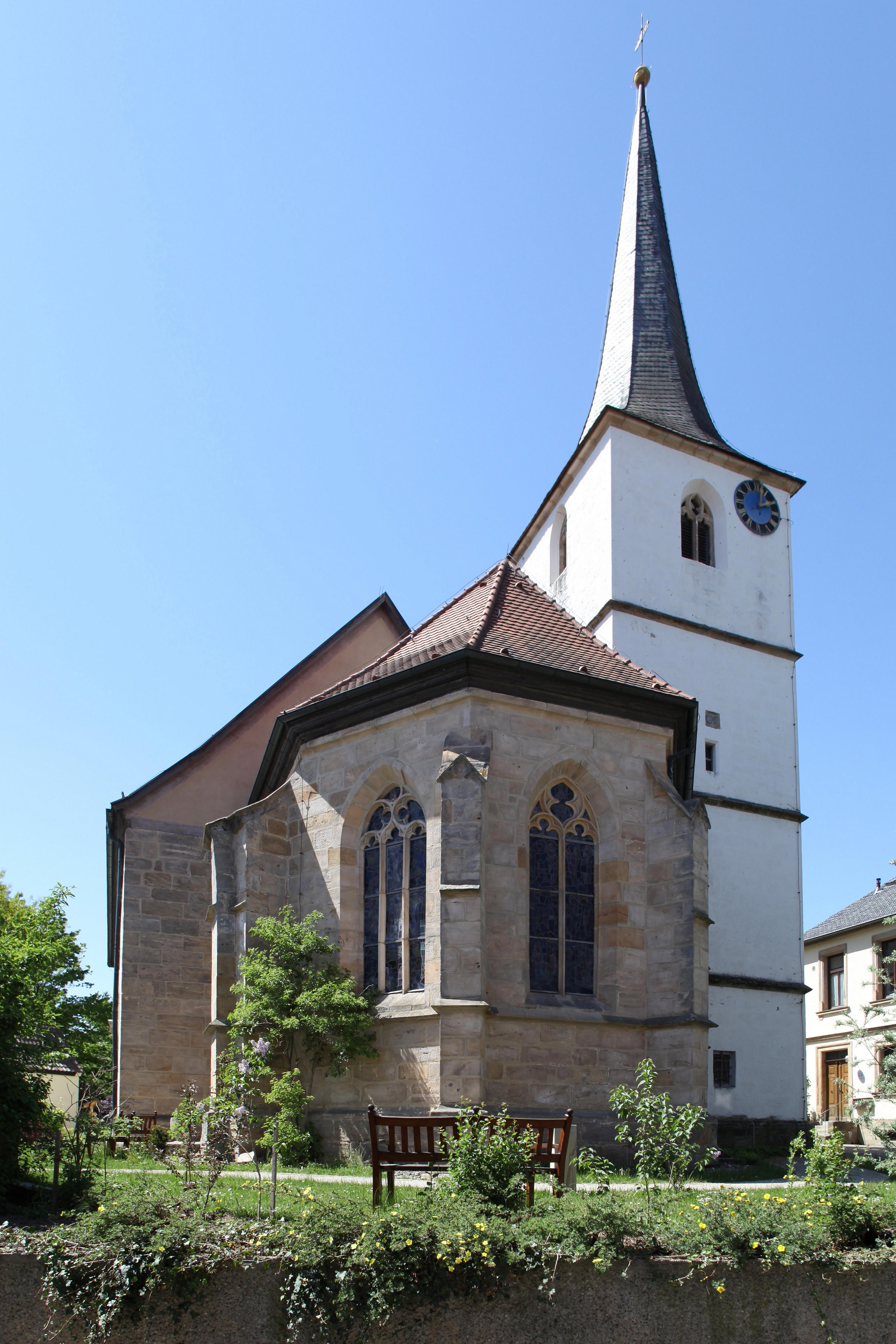
Pfarrkirche Gemünda

Die evangelisch-lutherische Pfarrkirche St. Johannis in Gemünda in Oberfranken, einem Gemeindeteil von Seßlach im Landkreis Coburg, stammt aus dem Jahr 1515.

## Geschichte
Eine dem heiligen Bartholomäus geweihte Kirche ist aus dem Jahr 1401 überliefert, als die Herren von Lichtenstein die Dorfherrschaft innehatten. Der Kern des Langhauses ist spätmittelalterlich, ebenso der Chor, der gemäß einer Bauinschrift 1515 entstand. 1537 wurde das Gotteshaus als Pfarrkirche bezeichnet. Vor 1549 erfolgte eine Vergrößerung des Kirchenraums. Zwischen 1566 und 1568 ließ die Gemeinde den baufälligen Kirchturm durch einen Neubau mit 35 Meter Höhe ersetzen und im Kirchenschiff Emporen einbauen. Mit Johannes Molerus predigte ab 1590 der erste evangelische Pfarrer in der Kirche, nachdem die Herren von Bibra die Reformation eingeführt hatten. Größere Reparaturen sind für 1695 und 1736 belegt. 1787 wurde das Langhaus bei einem Umbau um 3,6 Meter verlängert und mit einer Holzempore versehen, die Außenmauern wurden um 0,9 Meter erhöht. Der Bauabschluss ist mit der Jahreszahl unter dem Wappen des Würzburger Bischofs dokumentiert.
Nach dem Ende der Regentschaft des Fürstbischofs von Würzburg wurden 1806 die Grafen von Ortenburg Patronatsherren der Kirche. Turmreparaturen erfolgten 1836, neue Glocken folgten 1850 und 1923 wurde der Turm neu gedeckt. Eine Innenrestaurierung, unter anderem mit dem Einfügen von Glasgemälden des Münchner Künstlers Josef Reisel in die Chorfenster, ließ die Kirchengemeinde 1950 bis 1954 durchführen. Renovierungen erfolgten zwischen 1980 und 1982.

## Baubeschreibung

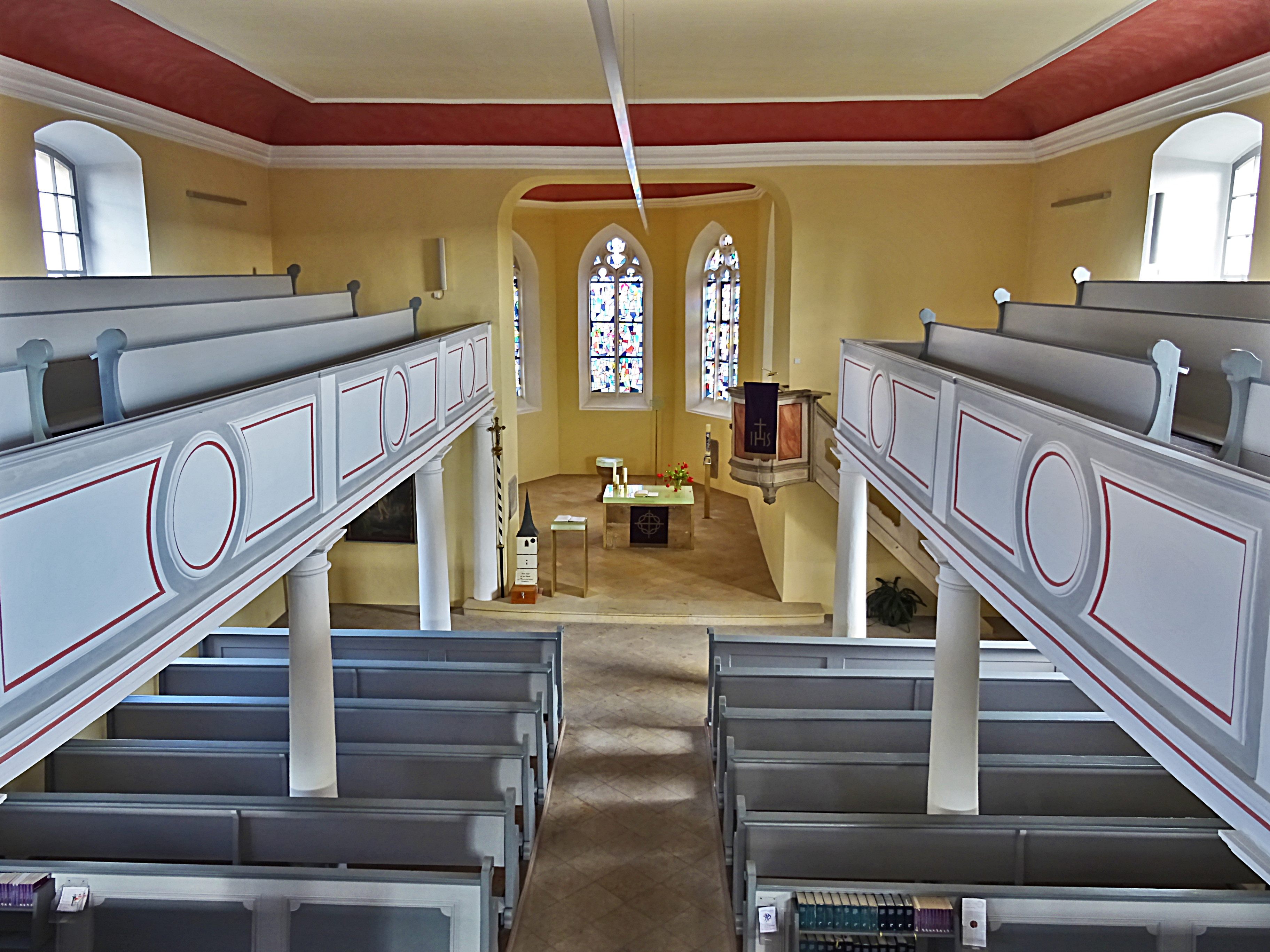
Innenansicht

Die Johanniskirche steht ortsbildprägend auf einer kleinen Anhöhe am Ende der unteren Dorfstraße im Südwesten von Gemünda.
Die Saalbaukirche hat einen eingezogenen gotischen Chor zu einer Achse mit Dreiachtelschluss. Vier Spitzbogenfenster mit Maßwerk in Fischblasen, zwei mit drei Bahnen und zwei mit zwei Bahnen erhellen den Chor, den eine verputzte Flachdecke überspannt. Der Chor öffnet sich gegen das in der Achse nach Süden verschobene Langhaus rechteckig mit ausgerundeten Ecken. Die Fassade des Chores besteht aus unverputzten Sandsteinquadern. Sie ist durch kräftige, einfach gestufte Strebepfeiler mit steilen Pultverdachungen und aufgesetzten, mit Blendmaßwerk verzierten Giebeln sowie umlaufend durch Sockel und Sohlbankgesims mit einer Kehle gegliedert.

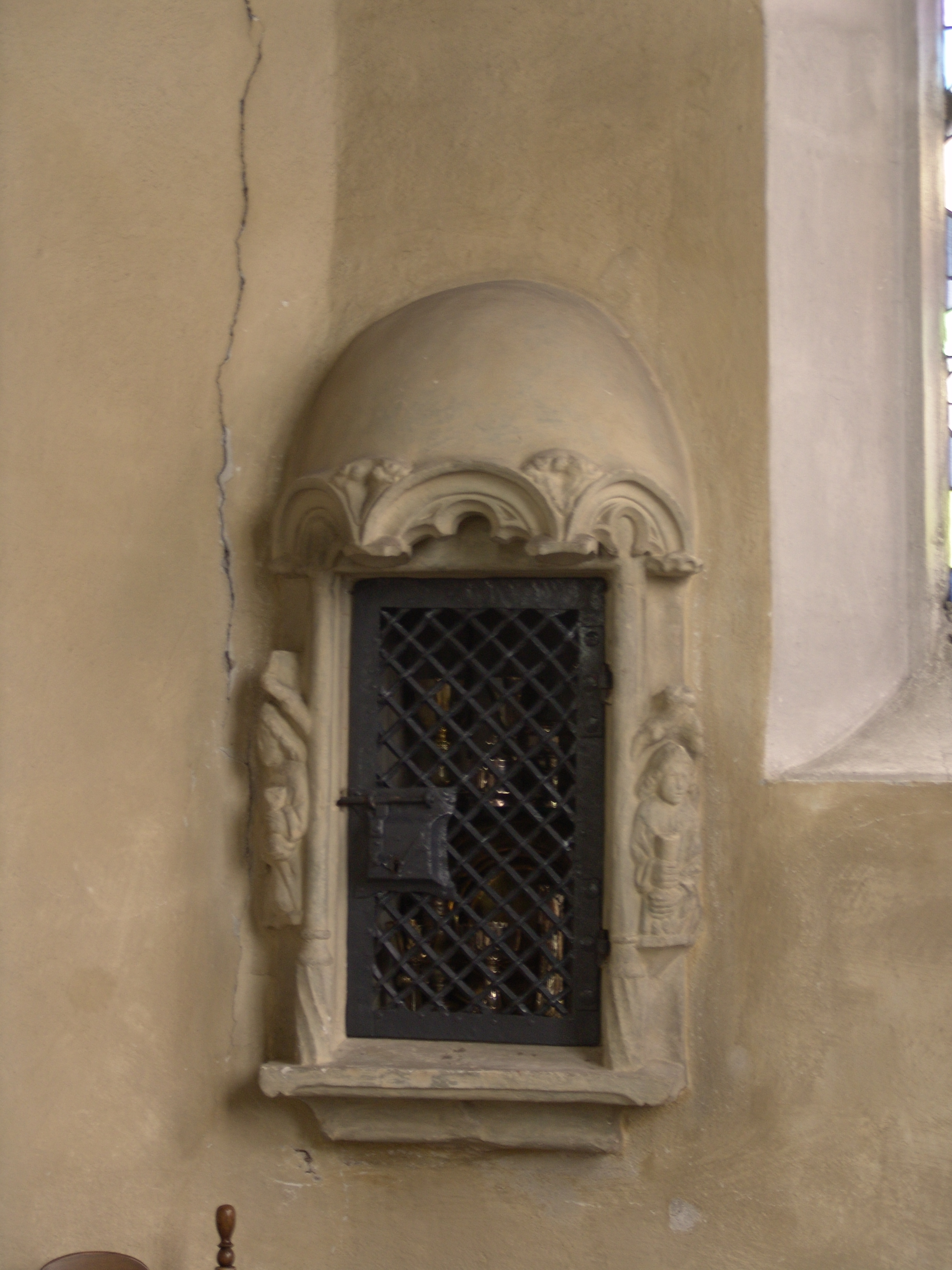
Sakramentshäuschen

Das Langhaus ist dreiachsig und wird auch von einer flachen Putzdecke mit einer breiten Hohlkehle überspannt. In den drei Gebäudeseiten befinden sich jeweils in der Mitte flachbogige Eingänge, im Süden zugemauert, darüber ein niedriges und seitlich jeweils ein hohes, flachbogiges Fenster. Den Innenraum prägt einen eingeschossige, an drei Seiten umlaufende, breite Holzempore. Diese steht auf toskanischen Säulen und hat Brüstungen, die durch Pfosten und Kreisfelder, dazwischen Rahmenfelder, gegliedert ist. Die Treppenaufgänge sind in den Ecken angeordnet. Die Außenwände des Langhauses mit seinem abgewalmten Satteldach bestehen aus verputztem Brocken- und Quadermauerwerk. Aus unverputztem Sandstein sind die Ecklisenen und an Fenstern und Türen die flachbogigen Rahmen mit Keilsteinen. Am Nordportal befindet sich zusätzlich eine Verdachung mit einem Gesims und links davon mit zwei Schilden das Wappen des Würzburger Hochstiftes mit Krone, Schwert und Krummstab und der Jahreszahl 1787. Über dem Westportal ist das Allianzwappen mit Decke, Helmzier, Helm und Kleinod der ganerblichen Patronatsherren von Lichtenstein und von Heßberg angebracht. Ein geschlossener, spitzbogiger Eingang in der Nordwand und zwei vermauerte Spitzbogenfenster in der Südwand belegen spätmittelalterliches Mauerwerk.
Der Kirchturm an der nördlichen Chorflanke hat vier Geschosse, die außen durch Kehlgesimse getrennt sind. Die Sakristei im Turmsockelgeschoss ist von einem Kreuzgratgewölbe überspannt und mit dem Altarraum durch einen spitzbogigen Zugang verbunden. Wenige rechteckige Fenster beziehungsweise Lichtschlitze in den unteren Etagen und vier spitzbogige Schallöffnungen, von denen drei mit Maßwerk ausgestattet sind, kennzeichnen den Turm. Im dritten Geschoss der Ostseite befindet sich ein Allianzwappen derer von Lichtenstein und von Heßberg, im zweiten Geschoss der Nordseite ein Allianzwappen derer von Bibra und von Wolfskeel mit der Jahreszahl 1567. Ein verschieferter Spitzhelm über einem profilierten Traufgesims bildet den oberen Abschluss.

## Ausstattung
Über einem wohl spätmittelalterlichen Steinstipes des Altars steht ein neugotisches Retabel von 1907 mit einem Predellengemälde von 1920, ein Werk von Julius Hellmer aus Kassel.
In der Ecke zwischen dem Turm und der nordöstlichen Chorschlussseite befindet sich ein Sakramentshäuschen das um 1515 datiert wird. Über der Rechtecknische tritt aus der Wand eine Kuppelhaube hervor. Neben der Nische stehen auf spitzen Konsolen zwei Statuen, die männliche Heilige mit einem Buch darstellen. Den Abschluss bildet ein schmiedeeisernes Nischentürchen mit einem Schieberiegelschloss.
Die Kanzel befindet sich am südlichen Chorbogenpfeiler und wird um 1787 datiert. Sie wurde wohl 1901 verändert und hat einen schlichten vierseitigen Korpus aus Holz. Der Taufstein, aus dem 17. Jahrhundert stammend, besteht aus Sandstein.

## Orgel

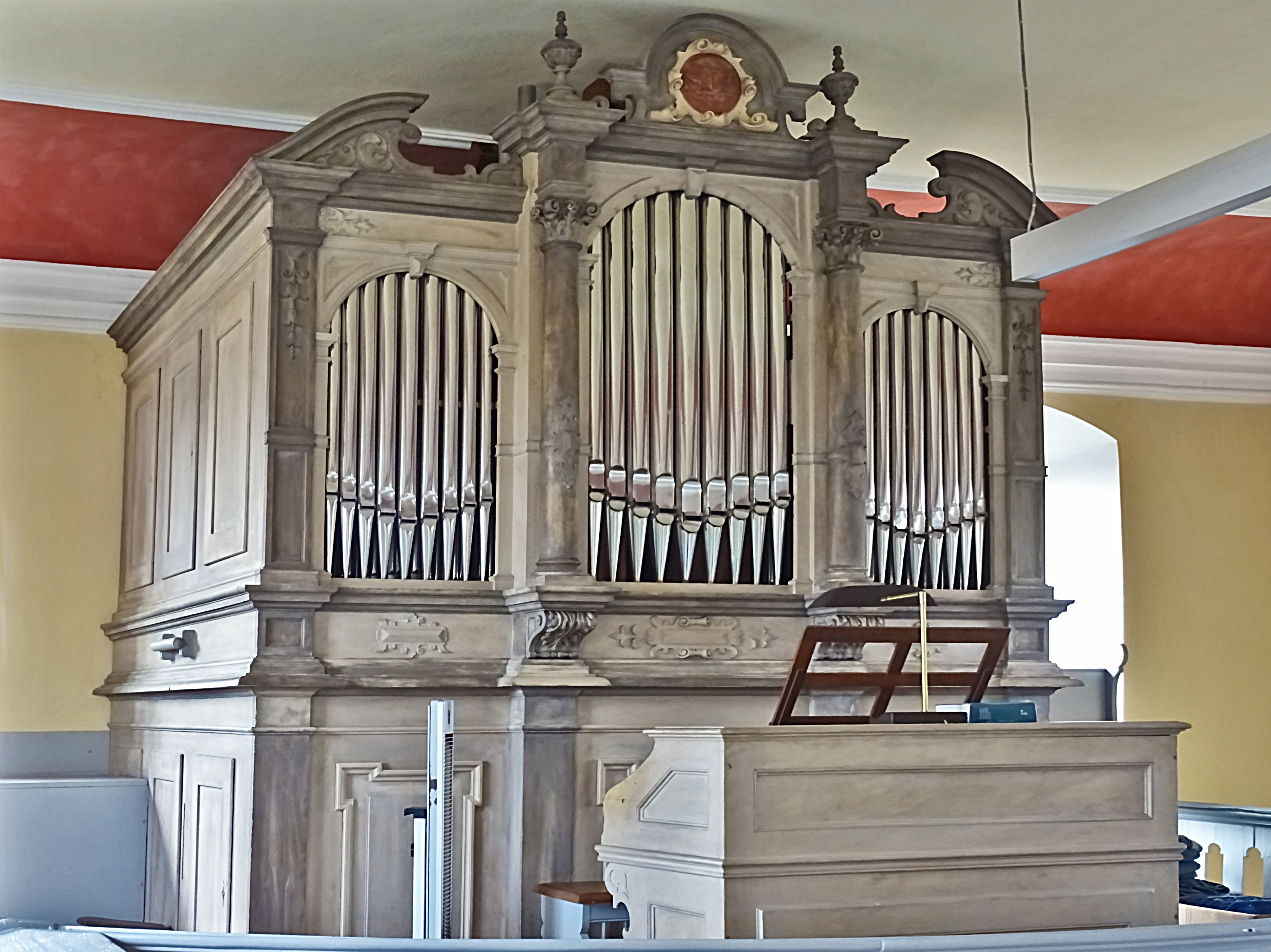
Orgel

1746 wurde über dem Altar eine Orgel aufgestellt. 1902 ersetzte der Nürnberger Orgelbauer Johannes Strebel die Barockorgel. Das Instrument befindet sich auf der Westempore und hat zwei Manuale, Pedal sowie zwölf Register. Der Orgelprospekt besteht aus drei Rundfeldern. Das mittlere Feld ist höher und wird von zwei Säulen auf Volutenkonsolen eingerahmt. Den oberen Abschluss bilden Vasen. Auf den oberen Gesimsen sind seitlich Segmentgiebelschenkel und in der Mitte ein Rundbogengiebel aufgesetzt. Die Vorderfüllungen des Untergehäuses zeigen verkröpfte Rahmen. 1999 wurde das Instrument von der Firma Hey restauriert.